# Sandra Paintin-Paul
Sandra Paintin-Paul, geb. Paintin, (* 13. Februar 1963 in Palmerston North, Neuseeland) ist eine ehemalige neuseeländische und australische Biathletin.

## Karriere
1989 begann Sandra Paintin-Paul mit dem Biathlonsport. 1991 startete sie unter neuseeländischer Flagge in Lahti bei ihren ersten Biathlon-Weltmeisterschaften und wurde dort 48. des Sprintrennens.  Ein Jahr darauf nahm sie für Australien an den ersten Biathlonrennen für Frauen bei Olympischen Spielen teil. Bei den Wettkämpfen in Albertville belegte sie die Plätze 40 im Sprint und 54 im Einzel. Weniger gut waren die Resultate bei den Biathlon-Weltmeisterschaften 1993 in Borowez, als sie erneut für Neuseeland startete und 69. des Sprints und 52. des Einzels wurde. Zuvor hatte sie im Biathlon-Weltcup mit Rang acht bei einem Einzel in Lillehammer ihr bestes Resultat in der höchsten Rennserie erreicht. Abschluss der Karriere wurden die Olympischen Spiele 1994 in Lillehammer, bei denen Paintin-Paul die Plätze 40 im Sprint und 64 im Einzel erreichte, bevor sie ihre Karriere beendete.

## Persönliches
Sandra Paintin-Paul lebt in Marysville und arbeitet als Radiologietechnikerin. Sie ist mit dem früheren Biathleten Andrew Paul verheiratet.

## Statistiken

### Weltcupplatzierungen
Die Tabelle zeigt alle Platzierungen (je nach Austragungsjahr einschließlich Olympische Spiele und Weltmeisterschaften).
- 1.–3. Platz: Anzahl der Podiumsplatzierungen
- Top 10: Anzahl der Platzierungen unter den ersten zehn (einschließlich Podium)
- Punkteränge: Anzahl der Platzierungen innerhalb der Punkteränge (einschließlich Podium und Top 10)
- Starts: Anzahl gelaufener Rennen in der jeweiligen Disziplin

| Platzierung                                             | Einzel | Sprint | Verfolgung | Massenstart | Team | Staffel | Gesamt |
| ------------------------------------------------------- | ------ | ------ | ---------- | ----------- | ---- | ------- | ------ |
| 1. Platz                                                |        |        |            |             |      |         |        |
| 2. Platz                                                |        |        |            |             |      |         |        |
| 3. Platz                                                |        |        |            |             |      |         |        |
| Top 10                                                  | 1      |        |            |             |      |         | 1      |
| Punkteränge                                             | 1      |        |            |             |      |         | 1      |
| Starts                                                  | 8      | 11     |            |             |      |         | 19     |
| Stand: Karriereende, Daten möglicherweise unvollständig |        |        |            |             |      |         |        |

### Olympische Winterspiele
Ergebnisse bei Olympischen Winterspielen:
|                                             | Einzelwettbewerbe | Einzelwettbewerbe | Einzelwettbewerbe | Einzelwettbewerbe | Staffelwettbewerbe | Staffelwettbewerbe |
| Einzel                                      | Sprint            | Verfolgung        | Massenstart       | Damenstaffel      | Mixedstaffel       |                    |
| ------------------------------------------- | ----------------- | ----------------- | ----------------- | ----------------- | ------------------ | ------------------ |
| Olympische Winterspiele 1992 \| Albertville | 40.               | 54.               | –                 | –                 | –                  | –                  |
| Olympische Winterspiele 1994 \| Lillehammer | 64.               | 40.               | –                 | –                 | –                  | –                  |

### Biathlon-Weltmeisterschaften
Ergebnisse bei den Weltmeisterschaften:
| Weltmeisterschaften | Weltmeisterschaften | Einzelwettbewerbe | Einzelwettbewerbe | Einzelwettbewerbe | Einzelwettbewerbe | Staffelwettbewerbe | Staffelwettbewerbe |
| Jahr                | Ort                 | Einzel            | Sprint            | Verfolgung        | Massenstart       | Damenstaffel       | Mixedstaffel       |
| ------------------- | ------------------- | ----------------- | ----------------- | ----------------- | ----------------- | ------------------ | ------------------ |
| 1991                | Lahti               | –                 | 48.               | –                 | –                 | –                  | –                  |
| 1993                | Borowez             | 52.               | 69.               | –                 | –                 | –                  | –                  |